# Hospital de la Sociedad Minera y Metalúrgica de Peñarroya
El Hospital de la Sociedad Minera y Metalúrgica de Peñarroya es un edificio de carácter histórico situado en el municipio español de Peñarroya-Pueblonuevo, en la provincia de Córdoba, comunidad autónoma de Andalucía. Concebido originalmente para acoger dependencias médico-hospitalarias de la empresa francesa Sociedad Minera y Metalúrgica de Peñarroya (SMMP), en la actualidad acoge un centro sanitario del Servicio Andaluz de Salud. 
Desde 2018 el edificio se encuentra protegido con la categoría de Bien de Interés Cultural (BIC).

## Historia
El edificio fue levantado entre 1928 y 1929, diseñado para servir como hospital de la Sociedad Minera y Metalúrgica de Peñarroya (SMMP). En aquella época la legislación laboral española obligaba a las compañías mineras a ofrecer asistencia sanitaria a sus trabajadores. El complejo fue diseñado por un estudio de París, razón por lo cual fue construido siguiendo los característicos rasgos constructivos de estilo francés. El hospital original de SMMP llegó a disponer de salas de reconocimientos, de primeras curas, de rayos X y de rehabilitación, un quirófano, laboratorio, farmacia, etc.
Durante la Guerra Civil sirvió como hospital de sangre, debido a la cercanía del frente de batalla. En 1961, al igual que otras instalaciones de SMMP, el hospital pasó a manos de ENCASUR, bajo cuya administración continuó ejerciendo labores sanitarias. Tras atravesar una etapa de declive, en 1987 fue transferido a la Junta de Andalucía para que albergara la sede del centro de salud de Peñarroya-Pueblonuevo, siendo reformado y reacondicionado para tal fin.

## Descripción
Se trata de un edificio sanitario formado por dos construcciones rectangulares paralelas unidas entre sí por un pasillo central. Se encuentra exento en parcela y posee un jardín delantero con doble acceso desde la vía pública.
Dentro de la misma parcela existen dos edificaciones destinadas a viviendas. El edificio principal se posiciona paralelo a la avenida, posee una única altura y su acceso se sitúa en la zona central manifestando la simetría y el orden en fachada. Lateralmente presenta dos cuerpos mayores que se adelantan respecto a la línea de cerramiento rematando ambos extremos. Se piensa que inicialmente el edificio se distribuía mediante un pasillo longitudinal generando espacios a ambos lados del mismo, es decir, con ventanas a calle y a un porche posterior que daba al patio trasero. Desde la entrada, la conexión con el segundo edificio posterior dividía a las dos construcciones en dos partes, siendo el eje articulador el pasillo central que conectaba desde el exterior hasta el porche posterior del segundo edificio.
Las estancias que formaban las diferentes salas de consulta tenían aproximadamente las mismas dimensiones destacando las salas de los extremos del primer edificio con mayores proporciones. Este pasillo longitudinal volvía en los extremos para conectar con el porche posterior así todos los espacio permanecían comunicados a través del pasillo y el porche.
El segundo edificio de carácter secundario posee una altura más semisótano, Esta diferencia respecto al principal se entiende por el hecho de dar continuidad con el edificio principal a la misma altura y aprovechar el desnivel de parcela para otra planta que constituiría el semisótano. A diferencia del edificio principal, en este caso se observa la ausencia del pasillo central comunicando espacios, existiendo aquí, dos conexiones laterales desde el pasillo central hacia diferentes salas y la conexión del pasillo central hasta el porche posterior que daría acceso al resto de estancias distribuidas longitudinalmente. Como culmen del vector lineal de movimiento creado por el pasillo central que atraviesa ambas edificaciones hay una ampliación del porche posterior para dar cobijo a la escalera que comunicaría las construcciones con los jardines posteriores existentes en el resto de la parcela.
En cuanto a las viviendas existentes dentro de la parcela se puede hablar de construcciones sencillas de forma rectangular y compacta, realizadas con muros de carga y cerramiento y cubrición a dos aguas con cubierta de teja cerámica.
Presenta sus fachadas principales en el lado perpendicular a las aguas consiguiendo mayor altura con una puerta centrada y dos ventanas laterales. En esta misma fachada principal se encuentra, como es común en la mayoría de las viviendas de este tipo, un hueco circular para dar ventilación a la cámara existente entre el falso techo de la vivienda y la cubierta.